# Stictoleptura excisipes
Stictoleptura excisipes là một loài bọ cánh cứng trong họ Cerambycidae.